# Парисов суд
Тројански рат има своје корене у причи о венчању Пелеја и Тетиде, богиње мора. Пелеј и Тетида нису на свадбу позвали Ериду, богињу раздора, па је бесна богиња улетела на свадбено славље и бацила златну јабуку на сто. „Ова јабука припада оној која је најлепша“, рече она.
Хера, Атина и Афродита су кренуле да узму јабуку, али је бог Зевс изјавио да Парис, тројански принц, за кога се сматрало да је најлепши живи човек, треба да буде судија.
Хермес је отишао до Париса и он се сагласио да буде судија. Хера му је обећала моћ, Атина богатство а Афродита му је обећала руку најлепше жене на свету.
Парис је изабрао Афродиту и она му је обећала да ће Јелена, жена спартанског краља Менелаја, постати његова жена. Парис се тада спреми да оде у Спарту да отме Јелену. Његова сеста Касандра и брат Хелен, близанци пророци, покушали су да га одговоре од овог наума, као и његова мајка Хекуба али, Парис их не послуша и запути се у Спарту.
У Спарти је Менелај, Јеленин муж, угостио Париса као краљевског госта. Међутим, кад је Менелај отишао из Спарте на сахрану свога оца на Крит, Парис је отео Јелену (а можда је отишла и добровољно), а понео је и много Менелајевог блага.
Јелена и Парис су се венчали у Троји.